# Liza! Liza!
| Оценки критиков | Оценки критиков |
| Источник        | Оценка          |
| --------------- | --------------- |
| AllMusic        | [ 1 ]           |

Liza! Liza! — дебютный студийный альбом американской актрисы и певицы Лайзы Миннелли, выпущенный 12 октября 1964 года на лейбле Capitol Records. Альбом содержит её интерпретации двенадцати поп-стандартов. Он достиг пика в чарте Billboard 200 на 115 позиции, дебютировав там 21 ноября 1964 года и оставаясь в чарте в течение восьми недель.

## Список композиций
| №  | Название                     | Автор(ы)                      | Длительность |
| -- | ---------------------------- | ----------------------------- | ------------ |
| 1. | «It’s Just a Matter of Time» | Ричард Эверетт, Лоренс Стинт  | 3:05         |
| 2. | «If I Were in Your Shoes»    | Джон Кэндер, Фред Эбб         | 3:23         |
| 3. | «Meantime»                   | Эл Стиллман, Роберт Аллен     | 3:36         |
| 4. | «Try to Remember»            | Харви Шмидт, Том Джонс        | 4:20         |
| 5. | «I’m All I’ve Got»           | Рональд Грэхем, Милтон Скафер | 1:55         |
| 6. | «Maybe Soon»                 | Ричард Эверетт, Лоренс Стинт  | 3:17         |

| №                   | Название                    | Автор(ы)                                 | Длительность |
| ------------------- | --------------------------- | ---------------------------------------- | ------------ |
| 1.                  | «Maybe This Time»           | Джон Кэндер, Фред Эбб                    | 3:30         |
| 2.                  | «Don’t Ever Leave Me»       | Джером Керн, Оскар Хаммерстайн II        | 2:39         |
| 3.                  | «The Travelin' Life»        | Говард Либлинг, Марвин Хэмлиш            | 2:52         |
| 4.                  | «Together (Wherever We Go)» | Стивен Сондхайм, Жюль Стайн              | 3:45         |
| 5.                  | «Blue Moon»                 | Ричард Роджерс, Лоренц Харт              | 2:03         |
| 6.                  | «I Knew Him When»           | Гарольд Арлен, Йип Харберг, Айра Гершвин | 2:45         |
| Общая длительность: | Общая длительность:         | Общая длительность:                      | 37:10        |

## Чарты
| Чарт (1964)         | Высшая позиция |
| ------------------- | -------------- |
| США (Billboard 200) | 115            |